# Malala Andrialavidrazana
Malala Andrialavidrazana, född 1971, är en konstnär och fotograf från Madagaskar, som bor i Paris. Hon har arbetat och ställt ut internationellt och låtit publicera två böcker av hennes fotografi.

## Biografi
Andrialavidrazana flyttade till Paris i början av 1980-talet och tog examen från École nationale supérieure d'architecture de Paris-La Villette 1996. Efter examen började hon arbeta i den parisiska konstscenen och tog en rad olika jobb, inklusive regissera konstgallerier.
Cirka tio år senare började hon en karriär som konstnär genom att utvidga sin examensundersökning av madagaskisk begravningsarkitektur till städer i hela den globala södern, inklusive Auckland, Buenos Aires, Guangzhou och Santiago. Hennes resulterande d'Outre-Monde- serie, som reflekterar över begravningstraditioner och stadsarkitektur och visar "begravningssed på gränserna mellan natur och kultur", belönades med Prix HSBC pour la Photographie 2004. Den publicerades i bokform av Actes Sud. 2005 dök serien upp på Bamako- biennalen, detta var den första av vad som skulle bli många utställningar i Afrika.
2011 spelade hon in fotoserien Ny Any Aminay på Madagaskar. För den här serien bjöds hon in i flera familjers hem för att ta bilder av deras interiörer.
Hon sponsrades av Institut Français och National Arts Council of South Africa genom programmet France-South Africa Seasons 2012 & 2013 för ett projekt med titeln Echoes (från Indiska oceanen), som utforskar familjers hem från Indien, Réunion och Sydafrika.  En bok i denna serie publicerades av Kehrer Verlag 2013.
Andrialavidrazanas show på Caroline Smulders galleri 2019 innehöll digitalt collagerade och övermålade verk som tar kartor och sedlar som utgångspunkt för att återvända till kolonialtidens visuella arv. Hennes figurer 1842, Specie degli animali (2018) såldes under förhandsvisningen av Art Paris för €17 000.

## Böcker
- d'Outre-Monde (2004)ISBN 2-7427-4955-1 – en fotografisk studie av begravningsseder runt om i världen, med fotografier tagna under en expedition till Sydamerika, Asien och Oceanien 2003.ISBN 978-2742749553ISBN 978-2742749553
- Echoes (från Indiska oceanen) (2013)ISBN 978-3-86828-454-6